# Skvotiranje u SAD
Skvoterski pokret u SAD je slabije razvijen nego u Evropi, pa u većini gradova skvotovi nisu potrajali duže od par meseci. Izuzeci su Njujork, San Francisko, Boston, Vašington i ostali gradovi u kojima je pokret jače prisutan. Takođe, skvotiranje beskućnika i siromašnih je više rasprostranjeno u SAD nego u Evropi, gde je skvoterski pokret više povezan sa kontrakulturom. 
Skvotovi za stanovanje u SAD se mogu podeliti na dve vrste: tzv. “skvotovi zadnjeg prozora” (back window squats), koji su češći, i u njih se beskućnici ušunjaju da bi neprimećeni u njima živeli i “skvotovi prednjih vrata” (front door squats) gde stanari slobodno ulaze i izlaze. Ponekad skvot započne na jedan način, a kasnije se prebaci na drugi. To zavisi od mnogih faktora, među kojima su: ciljevi skvotera, atmosfera u komšiluku, zakoni, itd. 
Jedan od najaktivnijih skvoterskih kolektiva su Kuće ne zatvori (en: Homes Not Jails) koji se bore za smeštaj direktnom akcijom. Imaju tri ogranka: u Bostonu, San Francisku i Vašingtonu. “Skvotiranje je oblik građanske neposlušnosti. Ono može biti pitanje života i smrti za nekog ko je beskućnik.” – kaže Ted Guliksen, osnivač Kuće ne zatvori. 
Inače, reč skvoter je izvorno nastala u Severnoj Americi u 19. veku, za pionire koji su se naseljavali na udaljenoj zemlji, bez dozvole i plaćanja poreza.

## Njujork
Tri četvrtine Njujorčana plaćaju 40% ili više svojih prihoda za kiriju, dok jedna četvrtina najbogatijih plaća manje od 40%. U Njujorku ima 100.000 beskućnika, od kojih je 27% prisilno iseljeno iz domova, dok u Njujorku ima 310.000 praznih ili napuštenih prostora, od kojih gradska vlada poseduje 65% u Harlemu i drugim delovima grada. Krajem 1990-ih je bilo najmanje 30 skvotova u gradu, od toga 10 u Bruklinu, 12 u Bronksu i 18 na Menhetnu. 

### Istorijat
Skvotiranje u Njujorku je staro koliko i sam grad. Po naseljeničkom zakonu (Homestead Act) iz 1863. ljudi koji bespravno nasele javnu zemlju su imali priliku da je legalizuju i otkupe od vlade.
Moderno skvotiranje datira s kraja 1960-ih, kada je Louer Ist Sajd, deo Menhetna, bio suočen sa prestankom ulaganja krupnih vlasnika nekretnina, a do kraja 1970-ih je skoro 80% stambenih nekretnina bilo napušteno ili oduzeto od strane gradskih vlasti zbog dugova. Istovremeno kada je kraj napušten od vlasnika i preduzetnika, ljudi počinju da se useljavaju u prazne zgrade i 1970-ih počinje skotiranje u Njujorku. Među skvoterima je bilo belaca, crnaca, Portorikanaca, Hispanjolaca, hipika, aktivista, umetnika, beskućnika, sirotinje… Za neke je skvotiranje bilo čin oslobađanja prostora iz ruku kapitalista, a za mnoge druge samo mesto za život. Posle godina bespravnih useljenja, grad je krajem 1970-ih započeo Program urbanog naseljavanja (Urban Homesteading program), koji je ponudio prostore pojedincima i grupama koji su bili voljni ih renoviraju. 
Na Louer Ist Sajdu su sredinom 1980-ih skvotirali ljudi iz Brikstona, Berlina, Južne Afrike, Australije i Centralne Amerike. Oni su osnovali nekoliko manjih grupa, koje su bile veoma aktivne 1985. i 1986.
1985. skvoteri su uživali široku podršu za zauzimanje praznih zgrada u istočnom Njujorku, a pre skvotiranja bi se prvo, preko svoje organizacije ACORN (Association of Community Organizations for Reform Now), obratili gradskoj vladi sa zahtevom da revonira 2.000 napuštenih objekata. Kada grad ne bi odgovorio, oni bi skvotirali. Te godine su skvotirali 25 zgrada u Bruklinu, od kojih su mnoge kasnije legalizovane.
1988. novinar Metju Li, koji je izdavao lokalne novine “Iner City Press”, je počeo da drži nedeljne sastanke sa siromašnim porodicama Bronksa, koje su htele da sređuju i renoviraju napuštene zgrade, a narednih godina je 150 siromašnih radničkih latino-američkih porodica bilo smešteno. 1992. u martu su se sastali predstavnici Iner siti presa, sa predstavnicima stambenog preduzeća (HDP), da bi razgovarali o budućnosti tog projekta. “Ove zgrade možda jesu vlasništvo grada”, rekao je šezdesetogodišnji skvoter Enrike Deleo “ali grad je vlasništvo ljudi i mi smo ljudi”. Kasnije je stambeno tražilo spisak prostora koje su zauzeli, a kada su skvoteri odbili da im predaju, pregovori su prekinuti. 8. jula 1993. su policija i vatrogasci iselili nekoliko Iner pres skvotova, ali oko 200 ljudi je ostalo da živi tamo do dan danas.
Jedan od poznatih njujorških skvotova je bio Umbrella House, koji je preživeo nekoliko neuspelih pokušaja iseljenja zahvaljujući upornosti svojih stanara. U proleće 1989. zabarikadirani unutra, umalo nisu zatrpani, kada je kugla već krenula da udara po zidovima. Skvoteri Umbrela hausa su još od početka uveli nekoliko pravila: nema droge, nasilja, krađe, rasizma ni seksualnog uznemiravanja.
Do početka 1990-ih je bilo između 500 i 1000 skvotera u 32 zgrade na Louer Ist Sajdu, delu Menhetna. 
Između 1990. i 1995. grad Njujork je koristio sve raspoložive snage (policiju, vatrogasce, izbacivače…) da iseli stotine skvotera iz 200 stanova u južnom Bronksu, od kojih su većina bili latino radnici niskih primanja, sa svojim porodicama. 
30. maja 1995, stotine teško naoružanih policajaca su prisilno iselili skvotere iz “East Village” sa Menhetna, koji su kasnije samo prešli u zgradu pored. Hafid Lalaoui, iz skvota Ist Vilidž kaže: “Ali mi ne krademo. Mi recikliramo, transformišemo i gradimo zajednicu. Mi nismo anarhisti, nismo protiv establišmenta. Mi se borimo da preživimo.”
1997. je grad pristao da proda zgradu socijalnom centru ABC No Rio za 1$ dolar.
27. aprila 1999. je došlo do prinudnog iseljenja skvota Dos Blokos u Ist ulici, koji je nastao tako što su skvoteri uselili zgradu koju je grad ostavio napuštenu 12 godina. Oni su stavili novi krov, popravili električne i vodovodne instalacije, i pokušali da se dogovore sa gradom oko jeftine stanarine. Umesto toga, grad je prodao renoviranu zgradu privatnom preduzetniku. Skvoteri su sebe vezali lancima za požarne stepenice, zacementirali vrata, blokirali hodnike i stepenice frižiderima, veš mašinama i šporetima. Ništa nije pomoglo – radnici iseljenja su probili rupu u zidu i presekli lance kojima su bili vezani. Stotine ljudi se okupilo dole na ulici, vičuću: "We the people won't go" (Mi ljudi ne idemo). Jedan skvoter se nagnuo kroz prozor i viknuo: “Upomoć, policija, provaljuju mi u kuću!” Mediji su izveštavali o iseljenju “napuštene zgrade koju su zauzeli skvoteri”, podrazumevajući da naziv stanara zavisi jedino od plaćanja kirije, a ne od činjenice da ljudi godinama stanuju tu. Na kraju je 13 od 22 skvotera osuđeno za opstrukciju gradske administracije. “Jedini zločin koji su oni počinili”, ogorčeno reče članica gradskog veća Margarita Lopez “je što su spasli tu zgradu”. 
Tri gradonačelnika, jedan za drugim, su tretirali skvotere kao da su najopasniji kriminalci. Krajem 1990-ih je svega nekoliko stotina skvotera ostalo na Menhetnu. 
Avgusta 2002. je došlo do poboljšanja odnosa kada je grad legalizovao 11 skvotiranih zgrada među kojima su: Umbrella House, Bullet Space, C Squat i Serenity, prodajući ih skvoterima za po 1$ dolar i pretvarajući ih u stambene zadruge za siromašne. Ovo se smatra najvećom pobedom skvotera, a tome je prethodila višegodišnja borba u kojoj su koristili sledeće taktike: legalne akcije, sedeće proteste, vezivanja lancima, upadanje na sastanake, leženje ispred buldožera, utvrđivanje zgrade, ulične barikade, gađanje policajaca koji dolaze da ih isele, ponovno skvotiranje posle iseljenja i slično.

## San Francisko
1992. su Kuće ne zatvori započeli stvaranje pokreta koji bi obezbedio smeštaj beskućnicima, od kojih su mnogih postali skvoteri koji se bore za svoja prava. Do sada je smešteno hiljade ljudi u skvotove koji su trajali od jedne noći do šest godina. Na vrhuncu pokreta, bilo je oko 500 ljudi koji su skvotirali širom grada, a otvarali su između jedne i šest zgrada nedeljno. Ukupno je otvoreno oko 500 kuća, od kojih je 95% trajalo u proseku 6 meseci. Najduže su trajali skvotovi čiji su vlasnici iz drugog grada. 
U San Francisku je aktivna i Mreža ljudi bez doma (Homeless People's Network), koji, između ostalog, zahtevaju pretvaranje svih praznih prostora u San Francisku, privatnih i javnih, u društvene stanove za siromašne, prestanak maltretiranja ljudi bez doma zbog spavanja na javnom mestu i prestanak rata protiv sirotinje.

## Zakon
U SAD, zakoni o skvotiranju se razlikuju od države do države i od grada do grada, ali u većini slučajeva je vlasniku prilično lako da izbaci skvotere. Većina skvotova u SAD traje jer vlasnik ne zna ili ne obraća pažnju na skvotere, a često je najvažniji faktor trajanja skvota to da li će komšije pozvati policiju. Samo u retkim slučajevima, prvenstveno u Njujorku, skvoteri su dobijali sudsku bitku, pozivajući se na set zakona koji se zove "adverse possession" a kaže da stanari polažu pravo na prostor ako su redovno plaćali račune i ako dokažu kontinuirano korišćenje određen broj godina. Za sticanje prava nad posedom u skladu sa "adverse possession" potrebno je da prođe između 5 i 15 godina, zavisno od države, a zaposedanje mora biti “otvoreno i poznato”. "Adverse possession" se najćešće koristi kada komšija godinama obrađuje baštu na zemlji koja nije njegova, koja prolaskom određenog broja godina postaje njegovo vlasništvo. 
Da bi se pozvali na "adverse possession", skvoteri moraju prvo steći stanarska prava. To je dosta teško ali ne i nemoguće, a dve glavne prepreke su ne plaćanje stanarine i stanovanje bez dozvole vlasnika. Prevazilaženje prve prepreke je plaćanje stanarine ne novcem, nego radom, staranjem o zgradi, popravkama, čišćenjem, itd. A ugovor vlasnika i stanara ne mora biti pismen, već može i usmen i podrazumevan, kad vlasnik zna za stanare a ne čini ništa protiv toga. Kuće ne zatvori su dobili jednu pravnu bitku za uspostavljanje stanarskih prava pod ovim okolnostima. 

## Napomene
1. ↑  Navedeno prema Živeti bez kirije
2. ↑  Navedeno prema podacima sa Homes Not Jails sajta.
3. ↑  Navedeno prema Skvoterska zakonska prava

## Literatura
- Damjan Pavlica, Skvoterski pokret

## Spoljašnje veze
- Istorija skvotiranja u Njujorku (engleski)
- Kratka istorija njujorških skvotova (engleski)
- Članak o legalizaciji skvotova na Menhetnu (engleski)
- Skvoterska zakonska prava (engleski)
- Skvoterska prava (engleski)
- Preživeti bez kirije (engleski)
- Homes Not Jails
- Homeless People's Network